# Gul kløver
Gul kløver (Trifolium campestre), også kaldet udstrakt kløver, er en enårig, 5-25 cm lang nedliggende plante i ærteblomst-familien. Arten er udbredt i Europa, Nordafrika og Vestasien. Gul kløver har gule blomster, der sidder i 20-40-blomstrede hoveder. Blomstens fane er furet og vingerne er udstående.
I Danmark er gul kløver almindelig på overdrev, skrænter og vejkanter. Blomstringen sker mellem maj og august.